# Searchlight
Searchlight è un census-designated place (CDP) degli Stati Uniti, situato nella Contea di Washoe nello stato del Nevada. Nel censimento del 2000 la popolazione era di 576 abitanti.
È famosa anche per fare parte delle località esplorabili del videogioco Fallout New Vegas

## Storia

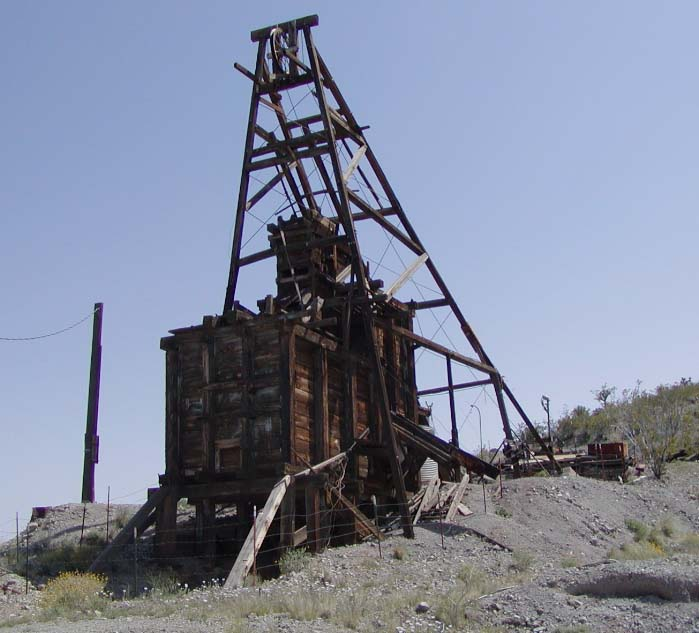
Una miniera di Searchlight.

La storia di Searchlight iniziò durante la corsa all'oro, quando George Frederick Colton nel 1897 iniziò a ricercare giacimenti d'oro dotato di proiettore da ricerca (in inglese Searchlight). In breve tempo la popolazione toccò i 1.500 abitanti, a tal punto che essa superava quella di Las Vegas. Fra il 1907 e il 1910 ogni anno dalle miniere di Searchlight venivano estratti 7 milioni di dollari in oro e pietre preziose.
La crisi iniziò nel 1927, quando la U.S. Highway 91 con il suo tracciato tagliò fuori Searchlight dai traffici commerciali, facendo crollare la popolazione fino a 50 unità. Una possibilità di sviluppo fu data subito dopo con la costruzione della Diga di Hoover, ma la fine arrivò comunque nel 1953, quando fu chiusa l'ultima miniera ancora in attività.

## Geografia fisica
Secondo i rilevamenti dell'United States Census Bureau, la località di Searchlight si estende su una superficie di 33,9 km², tutti occupati da terre.

## Popolazione
Secondo il censimento del 2000, a Searchlight vivevano 576 persone, ed erano presenti 136 gruppi familiari. La densità di popolazione era di 17 ab./km². Nel territorio comunale si trovavano 444 unità edificate. Per quanto riguarda la composizione etnica degli abitanti, il 94,97% era bianco, lo 0,69% era afroamericano, lo 0,69% era nativo, lo 0,17% era Asiatico e lo 0,17% proveniva dall'Oceano Pacifico. L'1,74% della popolazione apparteneva ad altre razze e l'1,56% a più di una. La popolazione di ogni razza ispanica corrispondeva al 3,65% degli abitanti.
Per quanto riguarda la suddivisione della popolazione in fasce d'età, il 10,1% era al di sotto dei 18, il 3,1% fra i 18 e i 24, il 20,0% fra i 25 e i 44, il 35,8% fra i 45 e i 64, mentre infine il 31,1% era al di sopra dei 65 anni di età. L'età media della popolazione era di 55 anni. Per ogni 100 donne residenti vivevano 125,9 maschi.